# Campionatul Mondial de Atletism din 2023 - 10.000 m (feminin)
Proba feminină de 10.000 m de la Campionatul Mondial de Atletism din 2023 a avut loc pe 19 august 2023 pe Centrul Național de Atletism din Budapesta, Ungaria.

## Program
Ora este ora Ungariei (UTC+1)
| Dată      | Oră   | Etapă  |
| --------- | ----- | ------ |
| 19 august | 20:55 | Finala |

## Rezultate

### Finala
| Loc | Nume                        | Țară                       | Timp     | Note |
| --- | --------------------------- | -------------------------- | -------- | ---- |
| 1   | Gudaf Tsegay                | Etiopia                    | 31:27,18 |      |
| 2   | Letesenbet Gidey            | Etiopia                    | 31:28,16 | SB   |
| 3   | Ejgayehu Taye               | Etiopia                    | 31:28,31 |      |
| 4   | Irine Jepchumba Kimais      | Kenya                      | 31:32,19 | SB   |
| 5   | Alicia Monson               | Statele Unite ale Americii | 31:32,29 |      |
| 6   | Agnes Jebet Ngetich         | Kenya                      | 31:34,83 | PB   |
| 7   | Ririka Hironaka             | Japonia                    | 31:35,12 | SB   |
| 8   | Jessica Warner-Judd         | Marea Britanie             | 31:35,38 |      |
| 9   | Grace Nawowuna              | Kenya                      | 31:38,17 |      |
| 10  | Sarah Chelangat             | Uganda                     | 31:40,04 | SB   |
| 11  | Sifan Hassan                | Țările de Jos              | 31:53,35 |      |
| 12  | Elise Cranny                | Statele Unite ale Americii | 31:57,51 | SB   |
| 13  | Diane van Es                | Țările de Jos              | 32:05,85 |      |
| 14  | Natosha Rogers              | Statele Unite ale Americii | 32:08,05 |      |
| 15  | Camilla Richardsson         | Finalnda                   | 32:15,74 |      |
| 16  | Stella Chesang              | Uganda                     | 32:38,90 | SB   |
| 17  | Lemlem Hailu                | Etiopia                    | 32:42,78 |      |
| 18  | Sarah Lahti                 | Suedia                     | 33:09,22 | SB   |
| 19  | Luz Mery Rojas              | Peru                       | 33:19,61 |      |
| 20  | Rino Goshima                | Japonia                    | 33:20,38 |      |
| 21  | Maria Lucineida da Silva    | Brazilia                   | 35:54,18 |      |
| 22  | Caroline Chepkoech Kipkirui | Kazahstan                  | NT       | NT   |